# Самуель фон Том
Самуель фон Том (нім. J. Thom) — австро-угорський дипломат. Генеральний консул Австро-Угорщини в Одесі (1804—1830)

## Життєпис
5 вересня 1804 року був призначений на посаду австрійського консула в Одесі, був братом одеського директора торгівлі Й. Г. Штаметца. Самуель Том користувався прихильністю та особливою рекомендацією одеського губернатора Дюка де Рішельє. Він присвятив цій роботі 25 років свого життя і зарекомендував себе як професійний дипломат та культурно-громадський діяч. Канцлером генерального консульства залишився Аренд Торклер, який займав цю посаду у Херсоні і на час відпустки Тома, він виконував функції керуючого Генеральним консульством. У 1830 році з особливої ласки було надано неоподатковану пенсію в розмірі 2000 фл. на рік та 12 вересня 1830 року його було відправлено на заслужений відпочинок.